# Blénod-lès-Pont-à-Mousson
Blénod-lès-Pont-à-Mousson ist eine französische Gemeinde mit 4649 Einwohnern (Stand 1. Januar 2022). Sie gehört zum Kanton Pont-à-Mousson im Arrondissement Nancy im Département Meurthe-et-Moselle in der Region Grand Est (bis 2015 Lothringen).

## Geografie
Blénod-lès-Pont-à-Mousson liegt an der Mündung des Esch in die Mosel und grenzt südlich an die Stadt Pont-à-Mousson.

## Namensherkunft
Der Ortsname leitet sich von der gallischen Gottheit Belenus ab.

## Bevölkerungsentwicklung
| Jahr      | 1962 | 1968 | 1975 | 1982 | 1990 | 1999 | 2007 | 2019 |
| Einwohner | 3067 | 3802 | 4074 | 4553 | 4768 | 4899 | 4434 | 4628 |

## Sehenswürdigkeiten
- Kirche Saint-Étienne, Monument historique[1]